# Новосанжарский поселковый совет (Новосанжарский район)
Новосанжа́рский поселко́вый сове́т (укр. Новосанжарська селищна рада) — входит в состав
Новосанжарского района
Полтавской области
Украины.
Административный центр поселкового совета находится в 
пгт Новые Санжары.

## История
- 1926 — дата образования.

## Населённые пункты совета
- пгт Новые Санжары